# Рубанівська волость
Рубанівська волость — адміністративно-територіальна одиниця Мелітопольського повіту Таврійської губернії.
Станом на 1886 рік складалася з 2 поселень, 2 сільських громад. Населення — 7046 осіб (3711 чоловічої статі та 3335 — жіночої), 1138 дворових господарств.
|                    | Площа, десятин | У тому числі орної, дес. |
| ------------------ | -------------- | ------------------------ |
| Сільських громад   | 30496          | 25898                    |
| Казенної власності | —              | —                        |
| Іншої власності    | 99             | 45                       |
| Загалом            | 30595          | 25943                    |

Поселення волості:
- Рубанівка — село при колодязях за 90 верст від повітового міста, 5829 осіб, 913 дворів, православна церква, єврейський молитовний будинок, 2 школи, 6 лавок, 3 винних склади, 2 бондарні, ярмарок 11 лютого та 1 серпня, базар.
- Миколаївка — село при колодязях, 1217 осіб, 225 дворів, римо-католицький молитовний будинок, лавка.